# Antonia Maury
Antonia Coetana de Paiva Pereira Maury, más conocida como Antonia Maury, (21 de marzo de 1866 - 8 de enero de 1952) fue una astrónoma estadounidense que diseñó un nuevo sistema de clasificación estelar que sería la base de la astrofísica moderna.

## Biografía
Antonia Maury nació en Cold Spring on Hudson, Nueva York (EE. UU.) el 21 de marzo de 1866, en el seno de una familia de científicos: su abuelo era el astrónomo John William Draper, su tío el médico y también astrónomo Henry Draper, su tía la astrónoma y mecenas Mary Anna Palmer Draper y su primo el oceanógrafo Matthew Maury. Recibió una esmerada educación (especialmente científica) en el Vassar College bajo la dirección de la reputada astrónoma Maria Mitchell, graduándose en 1887.
Dos años después, ingresó en el observatorio astronómico de Harvard como una de la múltiples mujeres Computadoras de Harvard que empleaba dicha institución para realizar una labor con un salario tres veces inferior al de un hombre. Maury pronto destacó al descubrir la segunda estrella binaria conocida como Beta Aurigae y determinar el periodo de la estrella Mizar.
Sin embargo, pronto comenzó a tener discrepancias tanto metodológicas como científicas con el director del centro Edward Charles Pickering. Maury consideraba que el sistema de clasificación de espectros estelares que empleaba el observatorio era demasiado simple, por lo que diseñó un nuevo sistema más complejo, con nuevos grupos y numerosas subdivisiones que se utilizaban para describir la apariencia física de las estrellas.
Sus diferencias con Pickering no fueron insalvables, como a veces se afirma, y Antonia Maury, pese a que abandonó el observatorio en 1896 y se dedicó a la enseñanza, volvió a trabajar con él, por lo que nunca perdió el contacto ni la amistad con Edward C. Pickering.
Maury publicó sus resultados y conclusiones (un examen de 5000 fotografías que abarcaban casi 700 estrellas del hemisferio norte) que fueron estudiadas por el astrónomo danés Ejnar Hertzsprung. Éste empleó las subdivisiones de Maury para llevar a cabo el Diagrama de Hertzsprung-Russell, dado que daba la posibilidad de distinguir las estrellas supergigantes de las normales o enanas, lo que lleva a Hertzprung a considerar que la clasificación estelar de acuerdo a las características espectrales realizada por Antonia Maury era un trabajo superior y más completo que el realizado hasta ese momento por la colega y amiga de Maury, la astrónoma Annie Jump Cannon.
En 1918 volvió a Harvard, bajo la dirección de otro astrónomo, y continuó su labor hasta su jubilación en 1948.
En 1943, el catálogo Henry Draper se revisó para incorporar las ideas de Antonia Maury. Un año después, la American Astronomical Society le concedió el Premio Annie Jump Cannon.
Murió en Dobbs Ferry, Nueva York.

## Eponimia
- El cráter lunar Maury lleva este nombre en su memoria,[3] honor compartido con su primo, el marino del mismo apellido Matthew Fontaine Maury (1806-1873).